# Řečany nad Labem (nádraží)
Řečany nad Labem jsou železniční stanice v jižní části obce Řečany nad Labem nedaleko řeky Labe. Nachází se na východě Čech v Pardubickém kraji, v okrese Pardubice na levém břehu nedaleké řeky Labe. Leží na elektrizované dvoukolejné trati Praha – Česká Třebová (3 kV ss).

## Historie

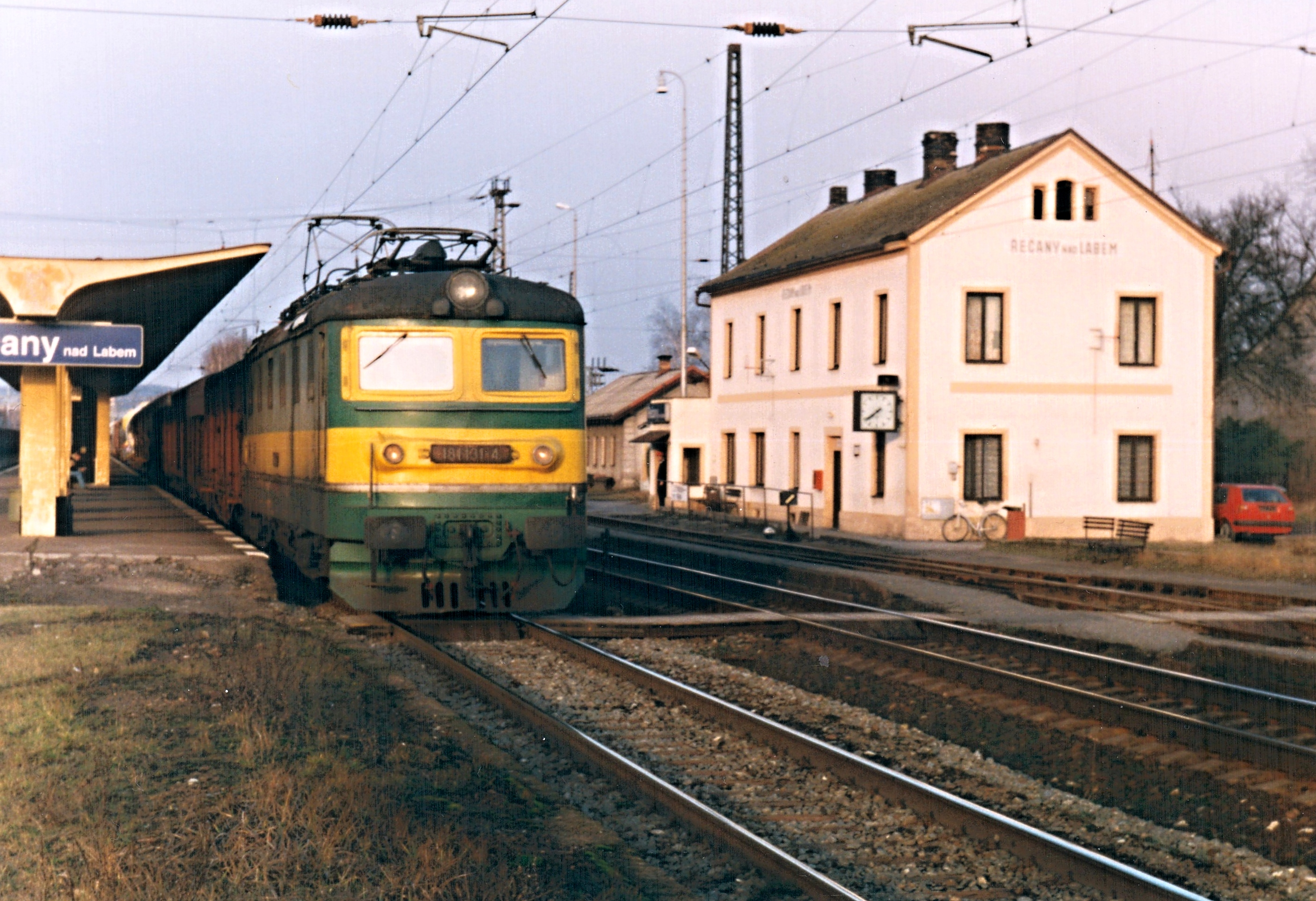
Stará budova nádraží v roce 1999

První staniční budova byla vystavěna jakožto trojkolejná stanice III. třídy, jež byla součást železnice z Olomouce do Prahy. Slavnostní vlak tudy projel 20. srpna 1845 za osobního řízení spoluautora návrhu trati inženýra Jana Pernera. Návrh původně empírové budovy je připisován, stejně jako u všech stanic na této trase, architektu Antonu Jünglingovi. Nádraží sloužilo k primární obsluze přes řeku ležících Kladrub nad Labem a místního proslulého hřebčína.
Po zestátnění soukromých společností v Rakousku-Uhersku po roce 1908 pak obsluhovala stanici jedna společnost, Císařsko-královské státní dráhy (kkStB), po roce 1918 pak správu přebraly Československé státní dráhy.
V roce 1957 byl na trati procházející stanicí zahájen elektrický provoz.

## Popis
Stanicí prochází První železniční koridor a Třetí železniční koridor, leží na trase 4. panevropského železničního koridoru. Nachází se zde ostrovní nástupiště s podchodem. Vlaky mohou stanicí projíždět rychlostí až 160 km/h, nádražní provoz je řízen pomocí elektronického stavědla ESA 11, které je dálkově ovládáno z Centrálního dispečerské pracoviště Praha.
Ze stanice odbočuje vlečka elektrárny Chvaletice.